# 第26次長期滞在
第26次長期滞在（だい26じちょうきたいざい、Expedition 26）は、国際宇宙ステーションへの26回目の長期滞在である。

## 乗組員
| 職務                | 第1期 (2010年11月)                          | 第2期 (2010年12月-2011年3月)                 |
| ------------------- | ------------------------------------------- | -------------------------------------------- |
| 船長                | スコット・ケリー, NASA （3度目の飛行）      | スコット・ケリー, NASA （3度目の飛行）       |
| フライトエンジニア1 | アレクサンドル・カレリ, RSA （5度目の飛行） | アレクサンドル・カレリ, RSA （5度目の飛行）  |
| フライトエンジニア2 | オレグ・スクリポチカ, RSA （初飛行）        | オレグ・スクリポチカ, RSA （初飛行）         |
| フライトエンジニア3 |                                             | ドミトリー・コンドラティェフ, RSA （初飛行） |
| フライトエンジニア4 |                                             | キャスリン・コールマン, NASA （3度目の飛行） |
| フライトエンジニア5 |                                             | パオロ・ネスポリ, ESA （2度目の飛行）        |

### バックアップ
- ロナルド・ギャレン
- アナトリー・イヴァニシン
- セルゲイ・レヴィン
- アントン・シュカプレロフ